# Анибал Годој
Анибал Годој (шп. Aníbal Godoy; 10. фебруар 1990) је панамски фудбалер. Наступа у америчкој МЛС лиги за Сан Хозе ертквејксе.

## Каријера
Годој је почео фудбалску каријеру у клубу Чепо, а преселио се у иностранство у новембру 2011, играјући за аргентински Годој Крус. Након што се вратио у Чепо, преселио се у Европу у августу 2013. године, када је потписао за мађарски Хонвед из Будимпеште. Прву утакмицу за њих је одиграо 1. септембра 2013. године против Ракоци Капошвара.
Дана 6. августа 2015. прелази у МЛС лигу, потписао је уговор са Сан Хозе ертквејксе. Брзо се наметнуо у тиму и играо је у стартној постави. Преузео је улогу заменика капитена током сезоне 2018. године.

## Репрезентација
Дебитовао је за репрезентацију Панаме у пријатељском мечу против Венецуеле. Играо је за своју земљу на Златном купу КОНКАКАФА 2011, 2013. и 2017. Био је уврштен у састав Панаме на Светском првенству у Русији 2018. године.

### Голови за репрезентацију
Голови Годоја у дресу са државним грбом.
| #  | Датум              | Место        | Противник | Гол | Резултат | Такмичење   |
| -- | ------------------ | ------------ | --------- | --- | -------- | ----------- |
| 1. | 14. новембар 2014. | Сан Салвадор | Салвадор  | 0:2 | 1:3      | Пријатељска |